# Duet
Duet (još i dvopjev) je pjevano glazbeno djelo koje je namijenjeno ili prilagođeno pjevanju u dvoje. Važnu ulogu ima u operama. Dvopjev manjih razmjera naziva se duettino, a onaj instrumentalni duo.